# Phyllidioidea
Super-famille
Les Phyllidioidea forment une super-famille de mollusques de l'ordre des nudibranches.

## Liste des familles
Selon World Register of Marine Species, prenant pour base la taxinomie de Bouchet & Rocroi (2005), on compte trois familles :
- Dendrodorididae O'Donoghue, 1924 -- 3 genres
- Mandeliidae Valdés & Gosliner, 1999 -- 1 genre
- Phyllidiidae Rafinesque, 1814 -- 5 genres